# 매봉초등학교 (충남)
매봉초등학교는 대한민국 충청남도 예산군 봉산면 봉산로 643 (옹안리)에 있었던 공립 초등학교이다.

## 학교 연혁
- 1967년 2월 28일 설립인가
- 1967년 6월 1일 봉산국민학교 북부분교장(3학급) 개교
- 1969년 3월 1일 매봉국민학교 인가 6학급 편성 개교
- 1984년 1월 31일 병설유치원 1학급 인가
- 1986년 1월 1일 벽지학교로 지정(벽지 라)
- 1995년 12월 8일 급식실 준공
- 1996년 3월 1일 매봉초등학교로 개칭
- 1999년 2월 13일 제30회 졸업식(총 1101명)
- 1999년 9월 1일 봉산초등학교로 통폐합